# كاسالينو
كازالينو أو كاسالينو هي كومونا (بلدية) في مقاطعة نوفارا في منطقة إيطالية تُعرف باسم بييمونتي. تقع البلدية على بعد حوالي 70 كم شمال شرق تورينو وحوالي 11 كم جنوب غرب نوفارا. اعتبارًا من 31 ديسمبر 2004، كان عدد سكانها 1469 نسمة، وتبلغ مساحتها 39.6 كم2.
تحد كازالينو البلديات التالية: بياندريت، بورغو فيرتشيلي، كازالبيلترامه، كازالفولوني، كونفينزا، غرانوزو مع مونتيتشيلو، نوفارا، سان بيترو موزيتزو، وفينزاغليو.